# The Magic Cloak of Oz
The Magic Cloak of Oz er en amerikansk stumfilm fra 1914 af J. Farrell MacDonald.

## Medvirkende
- Mildred Harris som Margaret.
- Violet MacMillan som Timothy.
- Fred Woodward som Nickodemus.
- Vivian Reed som Quavo.
- Pierre Couderc.